# Hougang United FC
Sengkang Punggol Football Club is een Singaporese voetbalclub uit Hougang. De club werd opgericht in 2006 uit de samengevoegde club Paya Lebar Punggol Football Club en Sengkang Marine Football Club. De thuiswedstrijden worden in het Hougang Stadium gespeeld, dat plaats biedt aan 3.400 toeschouwers. De clubkleuren zijn wit-rood.

## Erelijst
Nationaal
- Singapore League Cup

Runner up: (1) 2007

## Bekende (ex-)spelers
- Grant Holt
- Ðurica Župarić